# Liste des maîtres de la province de Provence et partie des Espagnes de l'ordre du Temple
Pour un article plus général, voir Liste des maîtres de province de l'ordre du Temple.
Cet article présente une liste des maîtres de la province de Provence et partie des Espagnes de l'ordre du Temple.

## Province de Provence et partie des Espagnes
Cette province a existé jusqu'en 1239/40 avant d'être séparée avec d'un côté l'Aragon et la Catalogne, de l'autre la Provence. Initialement, son étendue couvrait la partie chrétienne de la péninsule ibérique, exception faite du Portugal (comté puis royaume) qui a toujours été une province distincte, et la majeure partie du sud de la France actuelle. Au moment de sa création, elle couvrait une aire incluant :
- Royaume d'Aragon (Couronne d'Aragon)
- Comté de Barcelone (Couronne d'Aragon)
- Royaume de Navarre
- Comté de Provence
- Comté de Toulouse

La province était elle-même divisée en entités plus restreintes regroupant les commanderies par diocèse puis par baillie. Bego de vereriis, parmi tant d'autres, portait le titre de maître en Rouergue en 1152 et sa présence auprès des maîtres successifs de Provence et partie des Espagnes est régulièrement signalée. Une baillie de Toulouse existait également et ses maîtres successifs sont attestés jusqu'en 1250.
La liste chronologie des maîtres de la province de Provence et partie des Espagnes indiquée ci-dessous est celle publiée par Alan John Forey en 1973, reprise quasiment à l'identique dans l'ouvrage de Damien Carraz en 2005 avec quelques corrections de dates. Certains maîtres, comme Hugues de Barcelone, Bérenger d'Avignon et Pons de Rigaud ont cumulé la charge de Provence et partie des Espagnes avec celle de la sous-province de Provence:
| Maître                               | Période de maîtrise     | Commentaires et autre(s) fonction(s) |
| ------------------------------------ | ----------------------- | --- |
| Pierre de Rovira                     | 1143-1158               | (Peire de Rovira) 27 novembre 1143: « in manu venerabilis Petri de Rovera, magistri Provincie et cuiusdam partis Ispanie » 1147: « Petro de Roveria nunc temporis in parte militie Templi in Hispania et in Provincia magistro » 1155: « Petrus de Roveria, magister Templi in Hispania » 1156: « in Provincie et cuiusdam partis Ispanie » |
| Hugues de Barcelone                  | 1159-1162               | (la): Hugo de Barchilona (Uc de Barcelone) 1160: « magistro in parte nostre Hispanie » 20 décembre 1162: « in manus Hugonis de Barçelo ceterorumque fratrum eiusdem Domus Milicie » |
| Hugues Jaufré                        | 1163-1166,              | (Uc Jaufré) 1163: « eiusdem domus Militie in partibus Barchinone magistri » ; « Ego Ugo Gaufridi militie templi fratri in partibusque Ispanie minister » 1164: « comendator de Ispania » décembre 1164: « que ego Ugo Gaufrido, magister Milicie Templi et Arnaldus de Torroia, cum consilio aliorum fratrum » 20 septembre 1165: « Ego Ugo Gaufridus fratri pauper et minister militie partes Ispanie » 05 nov. 1166: « fratris Hugonis Gaufredi in Provincie et Yspanie magistri partibus » Commandeur du Mas Deu (1158-1159) |
| Arnau de Torroja                     | 1166-1181 (1180)        | (Arnaut de Torroja) (la): Arnaldus de Turre Rubea, Arnaudus de Torroia 23 décembre 1166: « manulevamus de Arnaldo de Torroya, magistro milicie Templi » nov. 1168: « magistro Provincie et istius nostre Ispanie » 20 mai 1169: « Arnaldus de Torroia, in partibus Prouincie et Ispanie magister milicie » 3 novembre 1170: « fratris Arnaldi de Turrerubea, tunc temporis magistri Provincie et Yspanie Templi » 31 décembre 1173: « Signum Arnaldi de Turerubea, magister Milicie » 1175: « A[rnaldi] de Turre Rubea tunc temporis Hispanie et Provincie magistri » 26 août 1175: « fratre Arnaldo de Turrerubea, Hispanieque Templi magistro » ; « in presencia fratris Arnaldi de Turrerubea, tunc temporis Hispanie et Provincie Templi magistri » 26 janvier 1176: « ad frater Arnaldus de Turrerubea, magister, » 22 juin 1176: « Arnallus de Turrerubea, minister Milicie Templi Christi » 18 et 26 février 1177: « Arnaldus de Torroga, magister Espanie » ; « Arnaldo de Turrerubea, magistro » 9 février 1178: « frater magister Arnallo de Turrerubea » 22 oct. et 23 novembre 1178: « in concordia cum magistro Militie Templi Arnaldo de Turrerubea » ; « magistri Arnaldi de Turrerubea » 1180: « et tibi magistro, Arnaldo de Turre Rubea, in partibus Yspanie et Provincie, et Berengario de Avinione, in Provincia ministro » 4 mars 1180 : « fratri Arnaldo de Turrerubea, in partibus Provincie et Yspanie magister » 19 décembre 1180: « Signum Arnaldi de Turrerubea, magistri Milicie Templi in partibus Provincie et Yspanie » 24 janvier 1181: « fratri Arnaldo de Turrerubea, magistro in partibus Provincie et Yspanie » Maître de l'ordre (1180-1184) † 30 septembre 1184 |
| Bérenger d'Avignon                   | (1180) 1181-1183        | (la): Berengarius de Avinione 1er mai 1181: « a Berenger de Avino, magister Milicie Templi » 1181-1182: « Magister milicie in Provincia et partibus Hyspanie » « Magister Provincie et harurn partium Ispanie » « magistri Milicie in Provincia et partibus Yspaniarum » 09 oct. 1182: « Et hoc fuit factum in manu Berengarii de Avino, magister de Provenca et partibus Ispanie » 19 novembre 1182: « quod ego Berengarius de Avinione, in partibus Provincie[...] » Frère du Temple (décembre 1180) |
| Gui de Sello                         | 1183,                   | (la): [Guigonis/Guingo] de Sellon (en): Guy of Sellón (es): Gringo, Guingo de Sellon, de Seron avril 1183: « et vobis Guingo de Sellon, magistro istius domus in Provincia et in pluribus partibus Yspanie » |
| Raymond de Canet                     | 1183-1185               | (la): Raimundus de Canet (Raimon de Canet) mars 1183/84: « fratri videlicet Raymundo de Canet Magistro Militie... » 15 décembre 1183: « fratri Raimundo de Canet, in éartibus Provincie et Ispanie Dei gracio magistro Templi Milicie, » 1184: « in potestate Raimundi de Canet fratris predicte militie et magistri de Provincia et de partibus Ispanie » 1185: « Ramon de Canet, magistri militie in Provincia et partibus Ispanie » février 1185: « et vobis R[aimund]us de Canet, magistro istius domus in Provincia et in pluribus partibus Yspanie » |
| Gilbert Hérail                       | (1184) 1185-1189        | (la): Gilbert, Gilberto, Girbertus, Guibertus Erai, Eral, Erail, Erali, Erall, Erallii, de Arail, de Arall, de Rall 1185/86(?): « magistro Girberto Eral » 17 mars 1186: « et fratri Girberto Eral, Dei gracia iamdicte Domus magistro » avril 1186: « vobis Gilbert de Arall, magistro domus Templi Salomonis in Provincia et in pluribus partibus Yspanie » mai 1186: « Girberti Eral magistri milicie in partibus Provincie et Yspanie ; Girberto Erail magistro in partibus Provincie et Yspanie » juin 1186: « vobis Gilberto de Rall, magistro eiusdem domus in Provincia et in pluribus partibus Yspanie » 9 juin 1186: « Girberti de Arail fratris et magistri Provincie vel in partibus Ispanie » 12 novembre 1186: « domini Girberti Eral magistri in partibus Provincie et Yspanie » 8 décembre 1186: « fratri Girberto Eral, gran fratri Templi in partibus Provincie et Yspanie magistro » 28 septembre 1187: « magistro Girberto Eral » 1er juin 1188: « fratri Girberto Eral, magistro eiusdem milicie in Provincia et partibus Hyspanie » Grand commandeur (1190) Maître cismarin (1191, 1193) Maître de l'ordre (1194-1200) |
| fr. Pons de Rigaud                   | 1189-1195,              | (la): Poncius de Rigaudo, de (ca): Pons de Rigalt « Magister domorum milicie Templi in Provincia et partibus Hispanie » « domorum in partibus Provincie et Yspaniarum preceptor » « frater Poncii de Rigaldus, magister eiusdem domus in partibus Provincie et Hyspanie » 1190: « in posse et in manu Poncii de Rigaut, magister in Provincie et in partibus Yspanie » 24 janvier 1191: « Poncii de Rigaldo, in partibus Yspanie et Provincie magistri » 1er février 1191: « in presencia fratris Poncii de Rigalldo, magistri in Provincia et partibus Yspanie » 7 septembre 1192: « Poncio de Rigaldo, in partibus Yspanie magistro » 29 novembre 1192: « fratri Poncio de Rigaldo, in hoc tempus magister in partibus Yspanie et Provincie » 11 avril 1193: « fratri Poncio de Rigaldo, magistro in quibusdam Provincie et Yspanie partibus » 9 février 1194: « Signum magistri Poncii de Rigallo, Domus Milicie » Commandeur du Ruou (1180) Maître de la baillie de Provence (1184-1189) Maître en deçà-mer (1196, 1198, 1202) Maître de la province de France (1197) Maître d'Italie, Provence et Espagne (1200) De nouveau maître de Provence et parties des Espagnes (1202-1206) |
| Géraut de Caercino                   | 1195-1196               | (la): Geraldus de Caercino, de Caurzino, de Chaurzino, Geralli de Cahercino, Guiraldus de Caercino (ca): Guerau de Caercí (en): Gerald of Caercino 5 décembre 1195: « in manu et posse fratris Geralli de Cahercino, in partibus Provincie et Yspanie magistri » janvier 1196/97: « in domo Militie apud Montempessulanum... sunt testes Guiraldus de Caercino, magister Milicie » 14 mars 1196: « scilicet Geraldi de Caercino, magistri in Provincia atque in partibus Yspanie » 28 mars 1196: « fratri Geraldo de Caercino, existente in partibus Ispanie ac Provincie magistro » Commandeur de Palau (ca) (1179-1180) Chambellan de Tortosa (1184-1186) Commandeur de Tortosa (1187, 1190-1191) Commandeur de Miravet, Tortosa et la Ribera(1194) |
| Arnaud de Claramunt                  | 1196                    | (la): ? (ca): Arnau de Claramunt, Arnaut de Claramunt août 1196: « cum assensu et voluntate Magistri nostri Arnaldo de Claromonte in partibus magistri » Commandeur de Monzón (1191-1194) Maître en Provence et partie des Espagnes (1199-1200) |
| Pons Marescalci                      | 1196-1199               | (la): Poncius Marescalci, Menescal, Menescalch, Menescalco, Merescalchi (ca): Ponç Menescalc 1196: « venerabilis fratris Pontii Merescalchii ejusdem militie in partibus Provincie et in quibusdam Yspanie honorandi et discreti magistri » 31 décembre 1196: « in manu et potestate Poncii Menescalci, magistri in partibus Provincie et Yspanie » 1er janvier 1197: « Fratri Poncio Menescalco, magistro in Provincia et in partibus Ispanie » 14 janvier 1197: « Fratri Poncio Menescalco, magistro in Provincia atque in partibus Yspanie » 3 mai 1197: « fratris Poncii Menescalch, magistro in Provincia et in partibus Yspanie » 7 juillet 1197: « magistro Poncio Menescalcho, » 1198: « consilio et voluntate magistri nostri fratris Poncii Marescalci...Signum Poncii Marescalcii in Provincia » fév. & juin 1198: « frater Poncio Merescalcii, magister eiusdem domus » mai-juin 1199: « fratri Poncio Merescalco, Dei gratia magistro milicie Templi in Provincia et in quibusdam partibus Yspanie » Commandeur de Monzón (?-1196, 1202-1210, 1218-1221) Tenant lieu de maître de Provence et partie des Espagnes (juin 1202, avril 1204, août 1207, mars 1211, septembre 1218, août 1220, avril et juillet 1221, juin 1227, avril-mai et août 1228), Commandeur de Miravet (1210) |
| Arnaud de claramunt                  | 1199-1200               | (la): Arnaldus de Claromonte (ca): Arnau de Claramunt, Arnaut de Claramunt 06 oct. 1199: « Hoc autem totum factum est Arnaldum de Claromonte, magistro stante in partes Provincie et Yspanie » 14 février 1200: « frater Arnaldus de Claromonte, Dei gratia domorum milicie Templi in Provincia et in quibusdam partibus Yspanie magistro » Commandeur de Monzón (1191-1194) Maître en Provence et partie des Espagnes (1196) |
| Raymond de Gurb                      | 1200-1201               | (la): Raimundus de Gurbo (Raimon de Gurb) juillet 1200: « magister omnium domorum milicie Templi in partibus Yspaniarum et Provincie constitutarum », 2 juin 1201: « fratri Raimundo de Gurb, magistro a partibus Provincie sive Yspanie » Frère du Temple (sans titre), cartulaire de Barberà (1196) |
| fr. Pons de Rigaud                   | 1202-1206               | (la): Poncius de Rigaldo (ca):Pons de Rigalt / Pere d'Urgell en 1205 (?) 17 février 1205: « Dei gracia magistrum domus milicie Templi in Yspania et partibus Provincie » 14 mars 1205: « ejusdem milicie magistro in partibus Provincie et Yspanie » 8 septembre 1206: « tunc temporis domino Poncio de Rigaldo in Provincia et in partibus Yspanie magistro » Voir la période 1189-1195 pour plus de détails |
| Pierre de Montaigu                   | 1207-1212               | (la): Petrus de Monteacuto (ca): Pedro de Monteagudo Peire de Montagut 7 mars 1207: « fratri Petro de Monteacuto, gratia Dei iamdicte Domus in illo tempore magistro » 1208: « P. de Monteacuto, in partibus Yspanie atque Proviencie domus milicie Templi Dei gratia magister » 23 février 1209: « fratris Petri de Monteacuto, venerabilis magistri militie Templi in Provincia et Ispania » sept./oct. 1210: « venerabilis Frater Petrus de Monte Acuto, preceptor domus Miliciae in provincia et quibusdam partibus Hispaniae ; vobis fratri Petro de Monteacuto venerabili Magistro Militiae Templi in provincia et quibusdam partibus Ispaniae » 1211: « frater P. de monte acuto Magister domorum militie templi in provincia et quibusdam partibus hyspanie » 26 avril 1212: « voluntate fratris Petri de Monteacuto, Dei gratia in partibus Provincie et in quibusdam Ispanie domus militie Templi magister » 4 mai 1212: « cum assensu et voluntate domini magistri Petri de Monteacuto » |
| Guilhem Cadel                        | 1212-1213               | (fr): Guillaume Cadel 29 novembre 1212: « fratri G(ui)l(e)lmo Catello honorando magistro domus milicie Templi in Provincia et in quibusdam partibus Hypanie » 22 mai 1213: « vobis Fratri Guillelmo Catelli Domorum Militie Templi in Provincia et quibusdam partibus Hispanie honorando Magistro » Commandeur de Saint-Gilles (1201-1204) Maître de la baillie de Provence (1204-1209) Commandeur de Monzón (1210-1212), Maître cismarin (c.1214-1216) Participation probable à la cinquième croisade (1217-1221) Lieutenant du maître de l'ordre, Pierre de Montaigu (1222) Maître de Provence et partie des Espagnes (1231/32) |
| Guillaume de Montredon (es)          | (1213)1214-1218 (1217), | (la): Guillelmus de Monterotondo (en): William de Monterotunda (fr): Guilhem de Montredon septembre 1217: « magister in Provincia et in Hispania » oct. 1218: « venerabili G. de Monterotondo, militiae Templi magistro in regno nostro et partibus Provinciæ » Commandeur de Gardeny (1206-1212) |
| Guillaume de Cerzols                 | 1219                    | [ N 8 ] |
| Guilhem d'Alliac (ca)                | (1220) 1221-1223        | (la): G. de Alliaco (Guilhem de Alliaco, Azylach) 13 fév. 1221: « Frater G. de Allaco, magister Templi » 1222: « Magister milicie Templi in partibus Yspanie et Provincie » Commandeur de Barberà (1207-1208), Commandeur de Novillas (1212-1218), Commandeur de la baillie de Provence (1217-1218) Commandeur de la province d'Auvergne (1228), |
| Ripert de « Puig Guigone »           | jan. 1224               | (la): Ripertus 24 février 1224: « fratrem Ripertum pro se et domo milicie Templi » Peut-être le commandeur de Barberà (1219) du même nom. |
| Foulques de Montpezat (ca)           | 1224-1228               | (la): Folco de Montpezat 1er avril 1227: « fratris F. de Montepesato magistri domus militie Templi » février 1228: « magister militie Templi Provincie et Aragonie » Maître de la baillie de Provence (1200) Commandeur de Jalès (1201-1202, 1204, 1207-?, 1214, 1218) Commandeur du Mas Deu (1205-1207) Commandeur de Saint-Barthélemy du Puy-en-Velay (1210) Commandeur de Pézenas (1213, 1218-1219) |
| Guilhem Cadel                        | 1229-1232               | (fr): Guillaume Cadel 23 avril 1231: « Frater Guillelmus Catelli, magister milicie Templi » Commandeur de Saint-Gilles (1201-1204) Maître de la baillie de Provence (1204-1209) Commandeur de Monzón (1210-1212), Maître de Provence et partie des Espagnes (c.1212-1214) Maître cismarin (c.1214-1216) Participation probable à la cinquième croisade (1217-1221) Lieutenant du maître de l'ordre, Pierre de Montaigu (1222) |
| Raymond Patot                        | 1233-1234               | (la): Raimundus Patot, R. Patoth (Raimon Patot) 1233: « dilectus nostre fratri R. Patot domorum milicie Templi in Provincia et in partibus Ispanie magistro, domorum Templi in Provincia et Yspania magistro, venerabilis magistri domus militie Templi in Provincia et Yspania » |
| Hugues de Montlaur                   | 1234-1238               | (Uc de Montlaur) 7 mai 1234: « ? » 21 novembre 1234: « fratri Hugoni de [M]onte Lauro magistro domus Templi in partibus Yspanie et Provincie » juin 1236: « Nos frater hugo de Montelauro, domus milicie Templi in Provincia et partibus Hyspanie magister humilis » 12 novembre 1237: « venerabili fratri domino Hugoni de Montelauro, magistro domorum Templi in Provincia et in quibusdam partibus Spanie » 26 décembre 1237: « et vobis fratri Ugoni de Montelauro, magistro in Provincie et in partibus Yspanie » 17 mars 1238: « frater Hugo de Monte Lauro, magister domorum Templi in Provincia et in quibusdam partibus Spanie » Maître Cismarin (1236) Maréchal de l'ordre (1242-1244) † 17 oct 1244, bataille de Forbie |
| Estève de Belmonte, ou de Bellomonte | 1239,                   | [Mentionné parfois sous le nom d'Astruch de Cla(i)rmont] (la): (ca): Astruch de Clarmont, de Belmont ; (es): Esteban de Belmonte (en): Stephen of Belmonte (pt): Estevão de Belmonte Commandeur de Castellote (1217-1220), Villel (1221), Cantavieja (1224) Maître de Castille, León et Portugal (1229/30-1237) Maître de Provence (1246), |

Pour la période qui suit 1239, date de la scission de cette province, il faut se référer à la province d'Aragon et à la province de Provence (ne pas confondre avec la baillie de Provence ci-dessous).

### Baillie de Gascogne
(la): Custodes domorum Templi in Vasconia, magistros in Vasconia, in Gasconia
Possessions du Temple dans l'ancien duché de Vasconie. L'aire d'influence de ces maîtres de baillie s'étendait initialement des Pyrénées au Lot-et-Garonne et il ne faut pas confondre avec la baillie de Toulouse qui couvrait plus ou moins le reste de la région Midi-Pyrénées. Cette étendue semble avoir varié car si on voit ces maîtres dans l'Agenais jusqu'à la fin du XIIe siècle, on trouve ensuite une baillie de l'Agenais. Ces possessions semblent dépendre au départ de la province de Provence et parties des Espagnes mais elles font partie par la suite de la province d'Aquitaine. Au début du XIIIe siècle, on trouve notamment Giraud Brochard, maître du Poitou et de Gascogne en 1215 et à la fin de ce siècle, il y avait un commandeur de Bordeaux et de toutes les possessions en Gascogne.
Les dates indiquées pour les premiers dignitaires que sont Augier de Bedeisan et Hélie Focald ne sont pas celles que l'on trouve généralement. Les périodes supposées provenaient d'Antoine du Bourg en rapport avec la baillie de l'Agenais et avaient été établis à partir de chartes qui ne comportaient pas de dates. Des travaux plus récents avec la mise au jour de chartes datées remettent en cause ces périodes.
| Maître                     | Période de maîtrise         | Commentaires |
| -------------------------- | --------------------------- | --- |
| fr. Guillaume de Verdun    | 1156                        | (la):Guillelmus de Verduno (oc): Guilhelm de Verdune 1156: « Guillelmum de Verduno, magistrum domorum milicie Templi in Vasconia » Maître de la bailie de Toulouse (c.1155) |
| fr. Augier de Bedeisan     | c.1159 - 1171               | (la): frater Auger, Augerius de Bedeisan (fr): Auger de Badelsan, de Bedeissan, Augier de Bédeissan avant 1159 [?]: « custos domus Templi in Vasconia »,, « tempore illo custodis domus Templi in Gasconia », 1167: « Deo et militibus Templi Jerosolimitani, in manu fratris Augerii et Heliæ Folcaldi », à Bouglon, 1167 x 1171: « Ecclesiam Sancta Mariæ d'Argenten et quicquid juris in eâ habebant, in manu Augerii, magistri, fratris, et Arnaldi de Argenten, fratris, et Guillelmi del Bois, fratris », Autres sources : † c.1171 |
| fr. Hélie Focald           | c.1172 - 1175/76            | (la): Elie Focal, Helias Folcaldi (fr): Hélie de Focald, de Foucauld, Élie Foucauld « magister milicie Templi in partibus Gasconie, magister templarius totius Vasconie » c.1161: « magister domuum Vasconie in domo Agenni » sans date (1161 ou 1175): « magistro domum tocius Vasconiæ », sans date: « magister Vasconiæ » Frère du Temple, compagnon du commandeur de Novillas, Aragon (1147-1148) Frère du Temple, commanderie de Montsaunès (sans date, 1156 x 1161) Commandeur de Cours, Lot-et-Garonne (1160), Commandeur du pays de Narbonne (1167) Frère du Temple (sans titre), commanderie de Douzens (1169), Frère du Temple, Cours (Aude) (1170) Commandeur de Périès (1171) |
| fr. Pierre d'Astugue       | c.1170 - 1180 ou après 1175 | (la): Petrus d'Astuga, d'Estuga, d'Estugas, Petrus de Stuga, W.P. d'Estugas (fr): Pierre d'Astugue sans date: « magister totius Vasconie, magister Vasconie » Maître de la baillie de Toulouse (1164, 1166,, 1169) Sans titre, , donation gage du fief de Tizac. (1167) Maître (1168), commanderie de Montsaunès Sans titre, donation à Saint-Sirac (1169) Frère de la commanderie de Montsaunès (1176) |
| fr. Jourdain de Corbarieu  | c.1180                      | (la): Iordanus de Corbariu, Jordanus de Corbarriu (fr): Jourdain de Corbariu, de Corbarrieu (en): Jordan of Corbarieu sans date: « magister totius Vasconie » Commandeur de Monzón (1182-1183), |
| fr. R. de Caneg            | 1186                        | 1186: « en la ma del frayre R. de Caneg, que era maestre e comanaire de las maisos de Gascuina » |
| fr. Fort Sans de Vidaillac | c.1211                      | (la): Fortin Sans de Bidalac, Fortis Sancius de Bidalhac, Fortis Sans de Vidalac (fr): Fort Sans de Vidalac, de Vidalhac c.1211: « in presentia Fortin Sans de Bidalac qui erat commandator istius bailie et G. de Brasac commandator de Golfugs » Serait-ce le même individu que Fort Sans de Vidaillac (Fortinus Sans de Bidalhac, miles) dans le cartulaire de l'évêché d'Agen ?, |
| fr. B. de Sempastor        | ?                           | |
| fr.                        | ...                         | |
| fr. Élie Amanieu           | 1288 - 1289                 | (la): Helias Amaneui (fro): Helies Amaniu 31 mai 1288: « preceptorem domorum nostrarum Burdegalis et de Vasconia » 14 août 1289: « caperan comendador de la mayson dou Temple de Bordeu de Jherusalem et de totes les autres maysons de Guascoyne » 31 août 1290: « comanday de las mayzons de la cauareyrie deu Temple en Guascombe, procurador generau deu frey Gaufrer Ucher generau visitedor de les maysons deu Temple en los règnes de France e d'Anglaterre » |

### Baillie de Provence
(la): « Magister (præceptor) militiæ Templi in partibus Provincie »
Il s'agit d'une sous-province dépendante de la province de Provence et partie des Espagnes. La terminologie « baillie » apparaissant au XIIIe siècle. La baillie ou sous-province de Provence représentait un territoire allant de l'actuel Languedoc au comté de Provence de l'époque. On trouve également des baillies plus petites au sein de celle-ci comme la baillie regroupant les maisons dépendantes d'Arles et Narbonne.
C'est avec Bérenger d'Avignon que l'on voit apparaître le titre officiel de maître en Provence, les frères templiers précédents ayant une responsabilité semblable sans en porter le titre.
| Maître                                          | Période de maîtrise              | Commentaires et autre(s) fonction(s) |
| ----------------------------------------------- | -------------------------------- | --- |
| Hugues de Beciano (Uc de Beciano)               | 1134-1143                        | |
| Bego de Vereriis                                | 1151-1152                        | |
| Hugues de Barcelone                             | 1155-1159                        | (Uc de Barcelone) cité de 1155 à 1173, |
| Bego de Vereriis                                | 1159-1160 peut être jusqu'à 1162 | |
| Hugues de Barcelone (Uc de Barcelone)           | 1162-1169                        | |
| Bego de Vereriis                                | 1169,                            | |
| Bérenger d'Avignon                              | 1179-1183                        | (la): Berengarius de Avinione « Berengarii de Avinione, magistri milicie in Provincia » |
| Pons de Rigaud                                  | 1184-1189,                       | (la): Poncius de Rigaudo « Magister milicie Templi in Provincia » Commandeur du Ruou (1180) Maître de Provence et parties des Espagnes (1189-1195, 1202-1206) cf. la période 1189-1195 pour la suite de sa carrière. |
| A. de Toulouse                                  | 1190                             | |
| Guillaume de Saint-Paul (Guilhem de Saint-Paul) | 1190                             | |
| Déodat de Bruzac                                | 1195                             | (la): Deodatus de Breisacho, de Breissaco « frater Deodatus de Breisacho, magister domorum Templi in Narbonensi et Arelatensi et aliis provinciis » |
| Pons Marescalci                                 | 1197-1200                        | |
| Foulques de Montpezat (ca)                      | 1200                             | (la): Fulco de Montepesato mars 1199(?): « Fulco de Montepesato magister milicie Templi » juillet 1200: « preceptor domorum Provincie », Commandeur de Jalès (1201-1202, 1204, 1207-?, 1214, 1218) Commandeur du Mas Deu (1205-1207) Commandeur de Saint-Barthélemy du Puy-en-Velay (1210) Commandeur de Pézenas (1213, 1218-1219) Maître de Provence et parties des Espagnes (1224-1228) |
| Hugues de Roquefort                             | 1200, (décembre)                 | fr: Hugues de Rocquefort ; (it): Hugo de Rocaforti Commandeur de la baillie de Sicile (1197), |
| Déodat de Bruzac                                | 1201 - 1202                      | (la): Deodatus de Breisaco, de Brizac, de Bruissaco, Deudat de Breisaco, Deude de Breissac (fr): Déodat de Brusiac avr. 1201: « magister militie Templi in partibus Provincie » oct. 1201: « Deodatum magistrum Templi » Commandeur de Richerenches (1200, 1205-1212) |
| Guilhem Cadel                                   | 1203-1210 (1204-1209)            | (la): G. Cadelli (fr): Guillaume Cadel mars 1203/04: « G. Cadelli preceptoris domus milicie in Provincia » juillet 1205: « Guillelmo Cadello magistro Provincie » 8 septembre 1206: « Poncio de Rigaldo in Provincia et in partibus Yspanie magistro et W[illelmo] Catelli sub ipso in Provincia commendatore » mars & juin 1207: « magistro quondam W. Catello ; magistro existente Guillelmo Catelli » 11 novembre 1209: « fratre Guillermo Catelli domus Templi militiae in partibus Provinciae magistro » 13 décembre 1209: « Fr[ater] Guillemus Cadelli magister milicie in Provincia » Commandeur de Saint-Gilles (1201-1204) Commandeur de Monzón (1210-1212), Maître de Provence et parties des Espagnes (c.1212-1214, 1231/32) Maître cismarin (c.1214-1216) Participation probable à la cinquième croisade (1217-1221) Lieutenant du maître de l'ordre, Pierre de Montaigu (1222) |
| Guilhem Grahli                                  | 1207                             | (la): Guillelmus Gralhi (fr): Guillaume, Guilhem Graille 1207: « Guillelmo Gralhi, in partibus Provincie magistro » |
| Bermond                                         | 1210                             | (Bermon) |
| Jordan                                          | 1212                             | |
| Guillaume d'Alliac                              | 1217-1218                        | (en): William de Alliaco (fr): Guilhem d'Alliac septembre 1217: « magister Templi Provinciæ », chapitre provincial, Saint-Gilles du Gard 1218: « Et nos frater Guillelmus de Allaco predictus ad majorem quoque ipsius rei firmitatem... sigillum nostri capituli apponi fecimus. », Pézenas Commandeur de Barberà (1207-1208), Commandeur de Novillas (1212-1218), Maître de la province de Provence et parties des Espagnes (1220/21-1223), Commandeur de la province d'Auvergne (1228), |
| Hugues de Roquefort                             | 1218-1219                        | |
| Archimbaut de Sénas                             | 1229-1234                        | |
| Géraut                                          | 1235                             | |

Après frère Géraut, cette baillie devient une province à part entière (elle ne relève plus du maître de province de Provence et partie des Espagnes, dignité qui a été supprimée)